# Улични крале
„Улични крале“ (на английски: Street Kings) е американски екшън трилър от 2008 г. на режисьора Дейвид Айър с участието на Киану Рийвс, Форест Уитакър, Хю Лори, Крис Евънс, Комън и Гейм. Филмът е пуснат по кината на 11 април 2008 г. и е последван от самостоятелното продължение, издадено директно на видео – „Улични крале 2“ (2011).